# 桐盧戰鬥
桐盧戰鬥發生於1927年2月11日－16日，地點則是在中國浙江省東邊桐廬縣一帶，是國民革命軍北伐戰爭的戰鬥之一。桐盧戰鬥的交戰雙方，一方為國民革命軍第21師，另一方為北洋政府五省聯軍所轄軍隊，該役為衢州蘭谿戰鬥之延續，屬於北伐軍在1927年初浙江戰役的作戰之一。

## 大要
民國十六（1927）年1月的衢州蘭谿戰鬥中，孟昭月指揮的五省聯軍第三方面軍遭到擊退試圖後撤杭州市整頓，試圖反擊自江西省東進的北伐軍東路軍第三縱隊。該縱隊在敵前總指揮白崇禧的命令下發動追擊，雙方在桐廬縣接觸交戰。
該役前鋒部隊為國民革命軍第21師（師長嚴重），該師兵分二路渡過富春江，右翼為該師所屬61、62團，左翼部隊為該師所屬63團。63團在2月11日從桐廬縣浪石埠渡過富春江遭五省聯軍部隊圍攻，在5日防禦中，63團第二營營長趙正統陣亡，第一營營長宋希濂、第三營營長王敬久負傷，該團最後以傷亡破半損失下牽制敵軍，使21師右翼部隊成功渡河，在師長嚴重的指揮下21師朝北進軍攻入新登縣。同時，63團在防禦期間曾由團長陳誠率部發起夜襲，導致孟昭月部隊一度混亂。由於21師控制了北進樞紐，白崇禧下令國民革命軍第1師北進，佔領富陽縣。
由於後方遭到截斷，第三方面軍被迫撤退，由於撤退過程的混亂，導致圍攻63團的部隊出現大量潰散情況。最終造成孟昭月在後續作戰中失去了主動權。
因63團之戰功，戰役後團長陳誠晉升21師少將副師長兼63團團長。此役為陳誠在北伐戰役初期的主要戰功之一。

## 參看
- 中華民國北洋政府時期內戰戰鬥列表
- 國民革命軍第二十一師北伐陣亡將士墓